# 李德遂
李德遂（14世紀—15世紀），字惟清，浙江台州府臨海縣人，明朝政治人物。

## 生平
李德遂是洪武十七年（1384年）的舉人，十八年（1385年）聯捷進士，獲授惠安縣丞，他個性溫純，撫恤下屬有恩，而為文雄贍、為政勤勞，人們愛戴他比知縣更深，在任內去世，財產不足以歸葬，於是葬在惠安縣北石鏡山南。

## 引用
1. 1 2  民國《臨海縣志·卷二十·人物》：李德遂，字惟清，洪武乙丑進士，任惠安丞，性質純雅，撫下有恩，民之戴丞深於戴令，卒官貧甚不能還，即葬其縣北石鏡山之南 引《台州外書》、《惠安志》。
2. ↑  民國《臨海縣志·卷十七·選舉》：（洪武）十七年甲子科（舉人） 李德遂 進士……十八年丁顯榜（進士）……李德遂 有傳
3. ↑  雍正《惠安縣志·卷二十一·名宦列傳》：李德遂，臨海人，由進士洪武十九年抵任，性質純雅，文辭雄贍，蒞官勤謹，撫下慈惠，後卒于官，葬縣北石鏡山之陽 引舊志。